# Valentin Manheimer

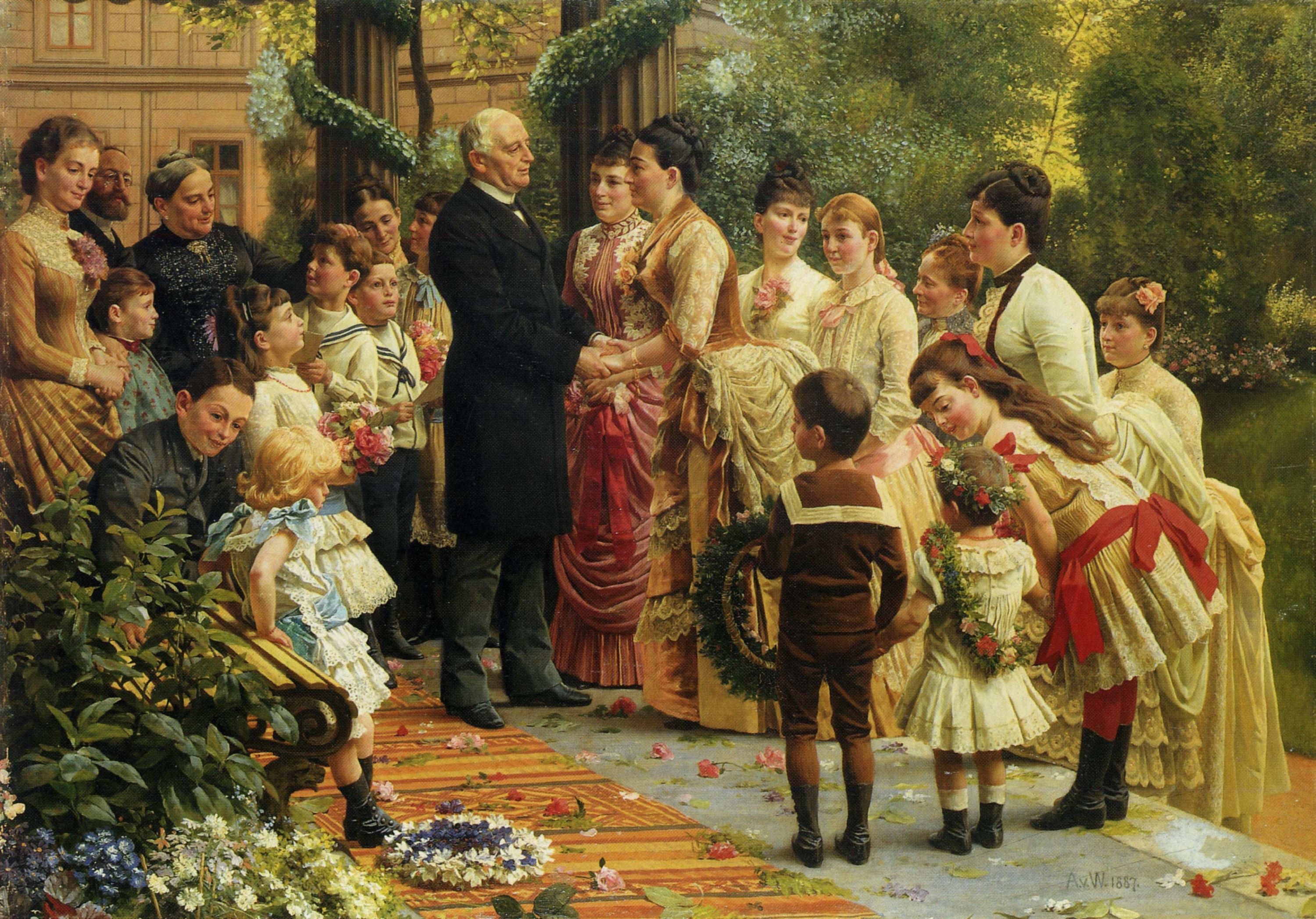
Der siebzigste Geburtstag des Kommerzienrates Valentin Manheimer, Gemälde von Anton von Werner, 1887

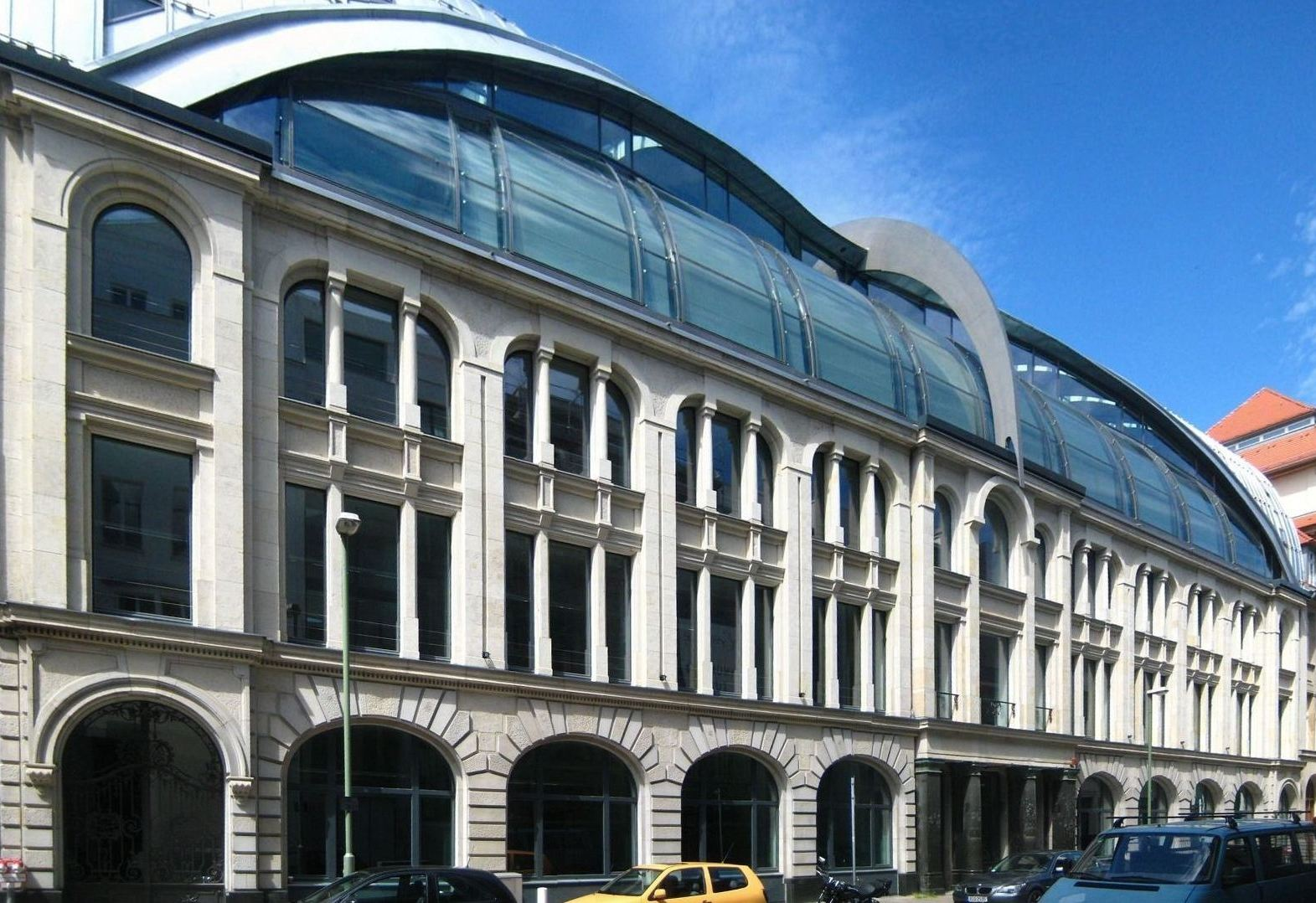
Ehemaliges Konfektionshaus Valentin Manheimer in der Oberwallstraße in Berlin-Mitte, 2009

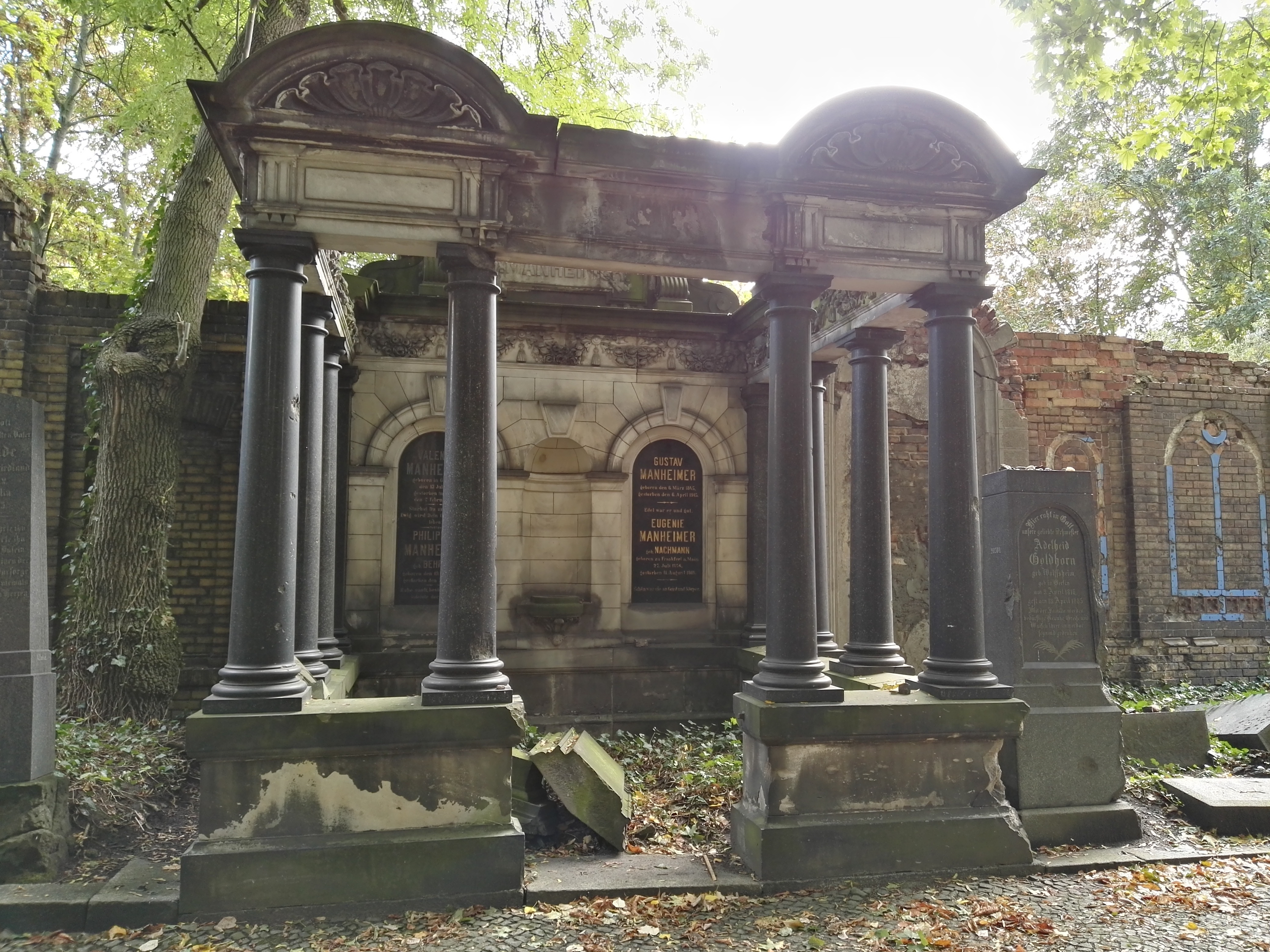
Grabstätte

Valentin Manheimer (* 13. Juli 1815 in Gommern; † 7. Februar 1889 in Berlin) war ein deutsch-jüdischer Unternehmer und einer der führenden Vertreter der Berliner Konfektionsindustrie.

## Leben
Manheimer war Sohn eines Chasans und Händlers. Er selbst heiratete 1844 Philippine Behrend, eine Tochter des Manufakturwarenhändlers und Damenmäntelfabrikanten Joseph Behrend. Mit seiner Frau hatte er drei Söhne und fünf Töchter. Einer seiner Brüder war Moritz Manheimer.
Valentin Manheimer ließ sich 1836 in Berlin nieder und gründete zusammen mit seinen Brüdern Moritz und David das textilverarbeitende Unternehmen „Gebr. Manheimer“. Das Kapital soll aus einem Lotteriegewinn gestammt haben. Valentin Manheimer hat sich 1839 von seinen Brüdern getrennt und gründete die Firma „V. Manheimer“. Diese war neben dem Betrieb von Herrmann Gerson einer der ersten Hersteller von Damenkonfektion in Berlin. Manheimer hat die Traditionen und Erfahrungen des alten Berliner Schneiderhandwerks zum Aufbau eines großbetrieblichen Konfektionsunternehmens genutzt. Dieses beruhte teilweise auf dem Verlagssystem. Er stellte vor allem preisgünstige, aus dicker Wolle gefertigte Damenmäntel her. Seine Produkte wurden nicht nur in Deutschland verkauft, sondern er begann diese auch im Ausland abzusetzen. Manheimer besaß eine Filiale in London.
1856 trat Valentin Manheimer der Gesellschaft der Freunde bei. 1862 ließ er sich vom Architekten Friedrich Hitzig im neuen Tiergartenviertel in der Bellevuestraße 8 eine Villa errichten. Vor allem nach der Reichsgründung von 1871 fasste Manheimer auf dem internationalen Markt Fuß, trat in Konkurrenz mit Herstellern aus Paris und lieferte bis in die USA. Das Unternehmen Manheimers nahm nach dem des Betriebes von Herrmann Gerson nach den Umsatzzahlen den zweiten Rang in der Konfektionsbranche ein. Die Firma Manheimer beschäftigte Ende der 1890er Jahre etwa 8000 Personen.
Im Jahr 1873 wurde er zum Kommerzienrat, 1884 zum Geheimen Kommerzienrat ernannt. Seine Frau Philippe gab anlässlich des siebzigsten Geburtstages von Manheimer ein Gemälde bei Anton von Werner in Auftrag. Bei seinem Tod hinterließ er ein Vermögen von 10 bis 12 Millionen Mark.
Der Betrieb wurde nach seinem Tod von seinen Söhnen Ferdinand, Gustav und Alfred weiter geführt, nach dem Ausscheiden der beiden letzteren (1903 bzw. 1904) von Ferdinand als Alleininhaber und anschließend von dessen Sohn Adolf. Das Unternehmen ging während der Weltwirtschaftskrise unter.
Die Tochter Julie Manheimer war Ehefrau des Industriellen Isidor Loewe, Mitinhaber und seit 1886 alleiniger Direktor des Unternehmens Ludwig Loewe & Co. KG.
Er wurde auf dem Jüdischen Friedhof Schönhauser Allee bestattet.